# Avalokiteśvara

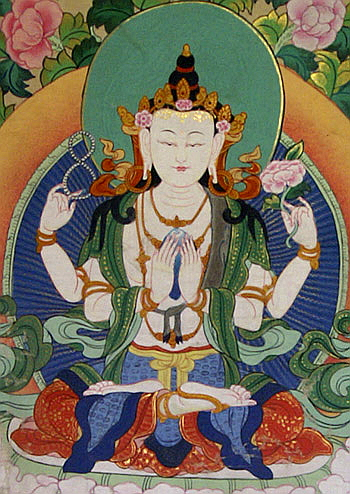
Avalokiteśvara (tib. sPyan-ras-gzigs dbang-phyug) nella tradizione tibetana. Questo Avalokiteśvara è dipinto come Ṣaḍakṣarin (Signore delle sei sillabe: Ṣaḍ-akṣara) ovvero del mantra Oṃ Maṇi Padme Hūṃ. In qualità di Ṣaḍakṣarin, Avalokiteśvara sta seduto a gambe incrociate (padmāsana). Con le quattro mani regge: con la destra un rosario (Akṣamālā, in genere composto da 108 grani, ma in questo dipinto è composto dal sottomultiplo di 54) dove per ogni grano recita il mantra; con la sinistra regge un fiore di loto (padma) simbolo della purezza; con la coppia delle mani centrali, Avalokiteśvara regge una pietra preziosa denominata cintāmaṇi (pietra preziosa del pensiero) pronta ad esaudire ogni desiderio e qui rappresentata da un cristallo ovale di colore azzurro.

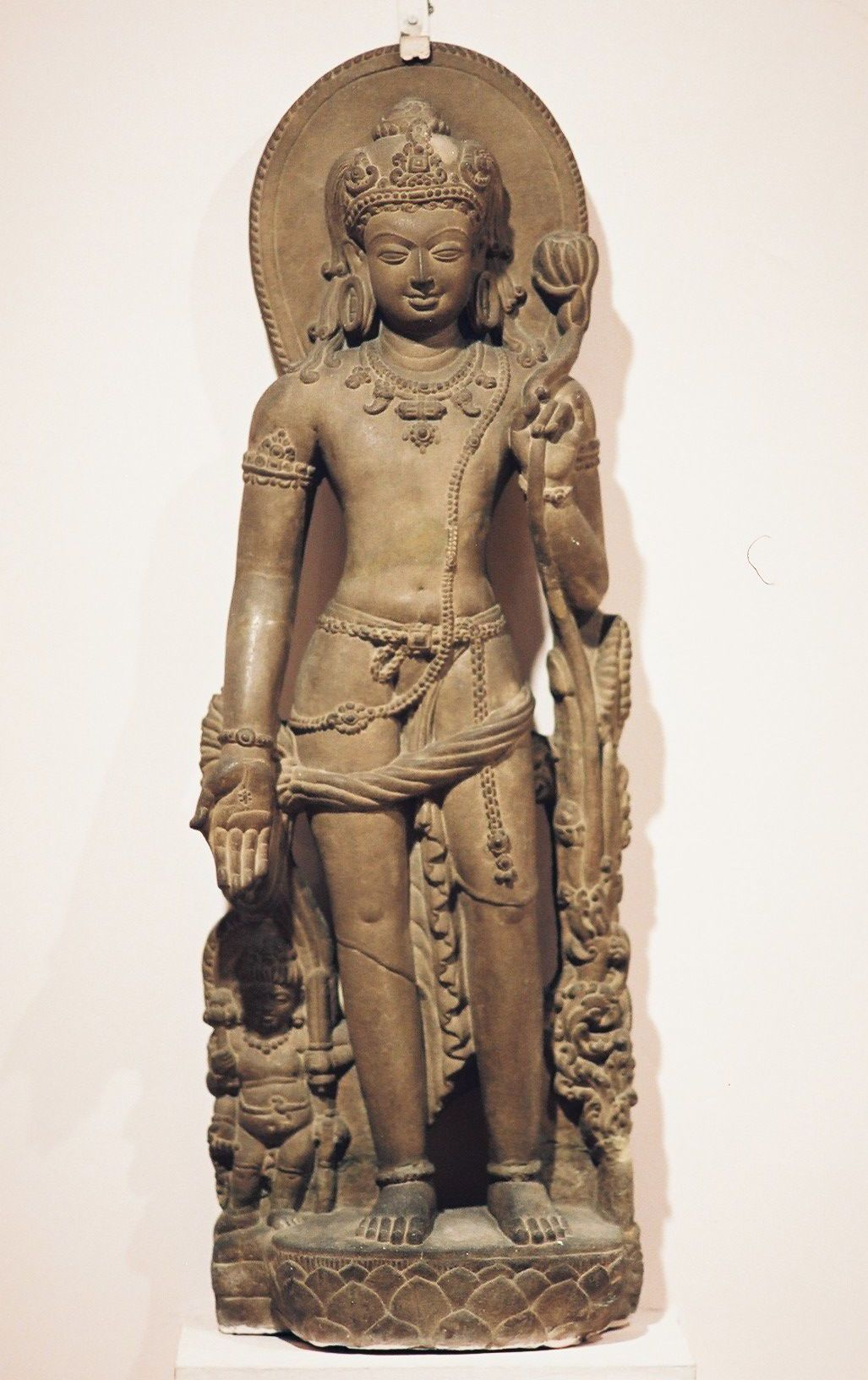
Avalokiteśvara come Khasarpaṇa Lokeśvara (Nālandā, India, IX secolo). Khasarpaṇa Lokeśvara ovvero "Signore del mondo che viene dal cielo". La mano destra è nel "gesto di garanzia" per esaudire i desideri (varadamudrā), la mano sinistra regge invece un fiore di loto (padma) simbolo della purezza.

Avalokiteśvara (sanscrito, devanagari अवलोकितेश्वर, anche Lokeśvara; cinese 觀音 Guānyīn Wade-Giles Kuan-yin anche 觀世音  Guānshìyīn, Wade-Giles Kuan-shih-yin; giapponese 観音 Kannon, Kwannon, o Kwannon bosatsu, anche 観世音 Kanzeon; coreano 관음 Gwan-eum anche 관세음 Gwan-se-eum; vietnamita Quán Âm [da Quán Thế Âm]; tibetano སྤྱན་རས་གཟིགས། Chenrezig Wangchug; mongolo Мэгжид Жанрайсиг, megjid janraisig, letto ca. "meghgit gianrèsik") è, nel Buddhismo Mahāyāna, il bodhisattva della grande compassione.

## Origini
Se è indubbio che la figura del bodhisattva Avalokiteśvara, il bodhisattva della compassione, sia al centro di numerose pratiche religiose, meditative e di studio dell'intera Asia buddhista mahāyāna e non solo, l'origine di questa figura religiosa e del suo stesso nome è tutt'oggi controversa.
La maggioranza degli studiosi ritiene oggi che questa figura origini dalle comunità buddhiste collocate ai confini nordoccidentali dell'India. Precedenti illustri sono rappresentati dalla studiosa Marie-Thérèse de Mallmann che collegò questo bodhisattva buddhista persino alla tradizione religiosa iranica, mentre Giuseppe Tucci lo ritenne una personificazione della qualità compassionevole del Buddha Śākyamuni.
Ma, più semplicemente, secondo Raoul Birnaum nelle tradizioni mahāyāna Avalokiteśvara è:

### Il nome e gli epiteti nelle varie tradizioni
Sono numerosi i nomi e gli epiteti con cui viene indicato Avalokiteśvara nelle varie lingue asiatiche:
- sanscrito: Avalokiteśvara, da Avalokita (colui che guarda) iśvara (signore): "Signore che guarda". Reso da Xuánzàng (玄奘, 602-664), il famoso pellegrino e traduttore cinese, come 觀自在 (Guānzìzài, giapp. Kanjizai) ovvero come "Signore che guarda"[6].
  - Avalokitasvara è invece una diversa grafia sanscrita già presente in alcuni manoscritti risalenti al V secolo ed è all'origine di un'altra resa in cinese come 觀音 (Guānyīn, giapp. Kannon) ovvero come "Colui che ascolta il suono"[7].
  - Lokeśvara, da loka («mondo») e iśvara («signore»): "Signore del mondo".
  - Padmapāṇi: "Colui che tiene in mano il loto".
- cinese: Oltre i termini già riportati di 觀自在 (Guānzìzài) e 觀音 (Guānyīn, questo è oggi il più diffuso) vanno ricordati i termini 觀世音 (Guānshìyīn utilizzato per la prima volta da Saṃghavarman nel 252 e ripreso da Kumārajīva nel 404, vedi più oltre) e 光世音 (Guāngshìyīn, utilizzato da Dharmarakṣa nel III secolo). Da questi termini derivano termini analoghi in lingua giapponese, coreana e vietnamita.
- tibetano: sPyan-ras-gzigs dbang-phyug (pr.: "Chenrezig Wangchug"): "Signore dallo sguardo compassionevole".
- mongolo: Nidubarüĵekči: "Colui che guarda con gli occhi".

### Isūtradi riferimento
I principali e più antichi sūtra mahāyāna che trattano questa figura sono sostanzialmente tre:
- Sukhāvatīvyūhasūtra (Sutra degli ornamenti della terra beata): sūtra dedicato al buddha Amitābha conservato nel Canone buddhista cinese con il titolo di 無量壽經 (Wúliángshòu jīng, giapp.  Muryōju kyō) al T.D. 360 (sezione Bǎojībù); e conservato nel Canone tibetano con il titolo di Od-dpag-med-kyi bkod-pa'i mdo nella raccolta bKa'-'gyur (Kanjur), sezione dKon-br-tegs (n.5).
- Amitāyurdhyānasūtra (Sutra sulla contemplazione della vita infinita): sūtra dedicato al buddha Amitābha conservato nel Canone buddhista cinese con il titolo di 觀無量壽經 (Guān wúliángshòu jīng, giapp. Kammuryōju kyō) al T.D. 365 (sezione Bǎojībù); non esiste una sua traduzione in lingua tibetana.

ma soprattutto, per la sua larghissima diffusione in Asia, il
- Saddharmapundarīka-sūtra (Sutra del Loto della buona legge[8]): conservato nel Canone buddhista cinese con il titolo di 妙法蓮華經 (Miàofǎ liánhuā jīng, giapp. Myōhō renge kyō) al T.D. 262,263,264 (sezione Fǎhuābù); e conservato nel Canone tibetano con il titolo Dam-pa'i chos padma-dkar-po'i mdo nella raccolta bKa'-'gyur (Kanjur), sezione mDo-sde.

Il bodhisattva è inoltre colui che predica nel corpo centrale del Sutra del Cuore.

### Ilmantradelle sei sillabe
Alla figura di Avalokiteśvara è collegato, in numerose tradizioni mahāyāna quale quella relativa al Buddhismo tibetano, il mantra composto di sei sillabe Oṃ Maṇi Padme Hūṃ avente la funzione di proteggere gli esseri senzienti.

## Avalokiteśvara nella tradizione del Canone buddhista cinese

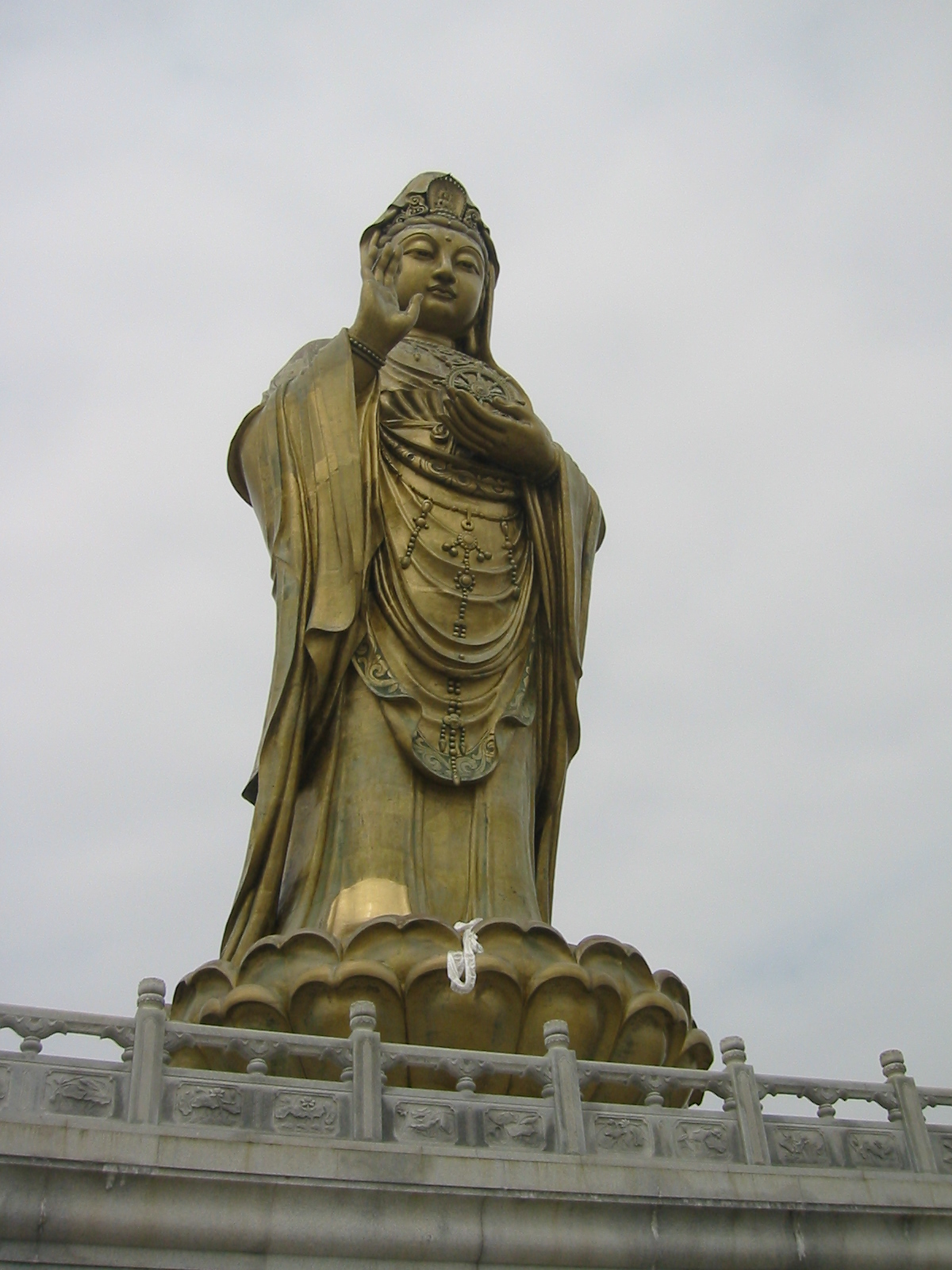
La bodhisattva (菩薩) Guānyīn (觀音), rappresentata come "Guānyīn del mare meridionale" (南海观音). Questa statua, collocata sul versante meridionale, del Monte Pǔtuó (普陀山), rivolta verso il mare, è alta complessivamente 35 metri e fu costruita nel 1988 in bronzo, marmo e oro. Ha un valore profondamente religioso in quanto il Monte Pǔtuó è una delle quattro montagne sacre dell'odierno Buddhismo cinese. Questa statua rappresenta Guānyīn come protettrice dei marinai. La sua mano destra è sollevata nell'abhyamudrā, il "gesto di incoraggiamento" per invitare ad avvicinarsi; la sinistra è invece nell'avakśamudrā, il "gesto di rilassamento" e sorregge il dharmacakra.

### Origine del nomeGuānyīn(觀音)
In tutte le lingue, che derivano questo termine dal Canone buddhista cinese, Guānyīn (觀音, primo termine) è un'abbreviazione di Guānshìyīn (觀世音, secondo termine), quindi nel suo significato di:
- guān (觀): termine cinese che rende il sanscrito vipaśyanā nel significato meditativo di osservare, ascoltare, comprendere;
- shì (世): termine cinese che rende il sanscrito loka quindi la "Terra", ma originariamente riportava anche il significato di yuga (ciclo cosmico) e quindi rende anche il termine saṃsāra, il ciclo sofferente delle nascite e la "mondanità" che provoca questo ciclo;
- yīn (音): termine cinese che rende numerosi termini sanscriti (come ghoṣa, ruta, śabda, svara, udāhāra) che significano suono, voce, melodia, rumore e termini simili. Accanto a shì (世), il doloroso  saṃsāra, yīn (音) acquisisce il significato di "suono del doloroso saṃsāra" quindi di lamento, espressione della sofferenza.

Quindi Guānshìyīn (觀世音): "Colui che ascolta i lamenti del mondo", il bodhisattva della misericordia.
Guānshìyīn è infatti indicata come 菩薩 (púsà, giapp. bosatsu) quindi nella resa del termine sanscrito di bodhisattva.
Questo nome appare per la prima volta nella traduzione dal sanscrito al cinese del Sukhāvatī-vyūha-sūtra (無量壽經 Wúliángshòu jīng, giapp. Muryōju kyō, T.D. 360.12.265c-279a) operata da Saṃghavarman nel 252.
Deve tuttavia la sua popolarità alla larga diffusione della traduzione del Sutra del Loto, operata da Kumārajīva (344-413) nel 406 con il titolo Miàofǎ Liánhuā Jīng (妙法蓮華經, giapp. Myōhō Renge Kyō, T.D. 262, 9.1c-62b), dove compare sempre come resa del nome sanscrito del bodhisattva Avalokiteśvara.
Il capitolo Guānshìyīn Púsà pǔmén pǐn (觀世音菩薩普門品, T.D. 262.9.56c2, La porta universale del bodhisattva Guānshìyīn) venticinquesimo capitolo del Sutra del Loto spiega così il nome di  Guānshìyīn (sanscrito Avalokiteśvara):
"Per quale ragione, o Beato, il bodhisattva Guānshìyīn è chiamato Guānshìyīn?"

Il Buddha rispose a Wújìnyì:

"Uomo devoto, se l'insieme delle numerose infinite miriadi di esseri che in questo momento stanno soffrendo udisse il nome del bodhisattva Guānshìyīn e invocasse il suo nome sarebbero liberi da ogni sofferenza"»
(Guānshìyīn Púsà pǔmén pǐn (觀世音菩薩普門品, T.D. 262.9.56c2)
L'adozione del nome Guānyīn (觀音) al posto di Guānshìyīn (觀世音) fu imposta dall'imperatore Gāozōng (高宗, conosciuto anche come Lǐzhì, 李治, regno: 649-83) che emise un editto in base alla normativa sui nomi proibiti (避諱 bìhuì) ordinando di omettere il carattere 世 (shì) dal nome della bodhisattva. Tuttavia le altre forme continuarono ad essere comunque utilizzate.

### Rappresentazione
Guānshìyīn è la resa in lingua cinese del termine sanscrito Avalokiteśvara, nome del bodhisattva mahāyāna della misericordia.
Nella sua evoluzione di significati, tuttavia, Guānyīn ha acquisito delle peculiarità tradizionali tipiche del popolo cinese e degli altri popoli dell'Estremo Oriente in cui il culto di questo bodhisattva si è diffuso. Se, ad esempio, Avalokiteśvara veniva prevalentemente rappresentato in India nelle sembianze maschili, in Cina esso è stato progressivamente raffigurato come una donna.
Sempre in Estremo Oriente, Guānyīn è rappresentato in trentatré differenti forme seguendo in questo l'elenco presentato nel venticinquesimo capitolo Sutra del Loto.
In una di queste forme, Guānyīn viene raffigurata con una lunga veste bianca (in sanscrito, questa forma viene denominata Pāṇḍaravāsinī-Avalokitêśvara, Avalokitêśvara vestito di bianco, in cinese 白衣觀音 Báiyī Guānyīn), sostenuta da un loto dello stesso colore. Spesso con una collana delle famiglie reali indocinesi.
Nella mano destra può reggere un vaso o una brocca (kalaśa) contenente il nettare dell'immortalità (amṛta cin. 甘露  gānlòu) che rappresenta il nirvāṇa.
In un'altra forma, nella mano sinistra regge un ramo di salice (in quest'ultimo caso viene denominata 楊柳觀音 Yángliǔ Guānyīn) simbolo della sua volontà di 'piegarsi' alle richieste degli esseri viventi.
La corona generalmente riporta un'immagine del buddha cosmico Amitābha (阿彌陀 Āmítuó, giapp. Amida) il maestro spirituale di Guānyīn prima che divenisse un bodhisattva oppure ritenendo Guānyīn un'emanazione compassionevole e diretta del potere di Amitābha.
A volte Guānyīn è accompagnata dai suoi due discepoli: Lóngnǚ (龍女, sanscrito Nāgakanyā, principessa dei Nāga) e Shàncái (善財, sanscrito Sudhana).

#### Il bodhisattva dalle mille braccia e dagli undici volti

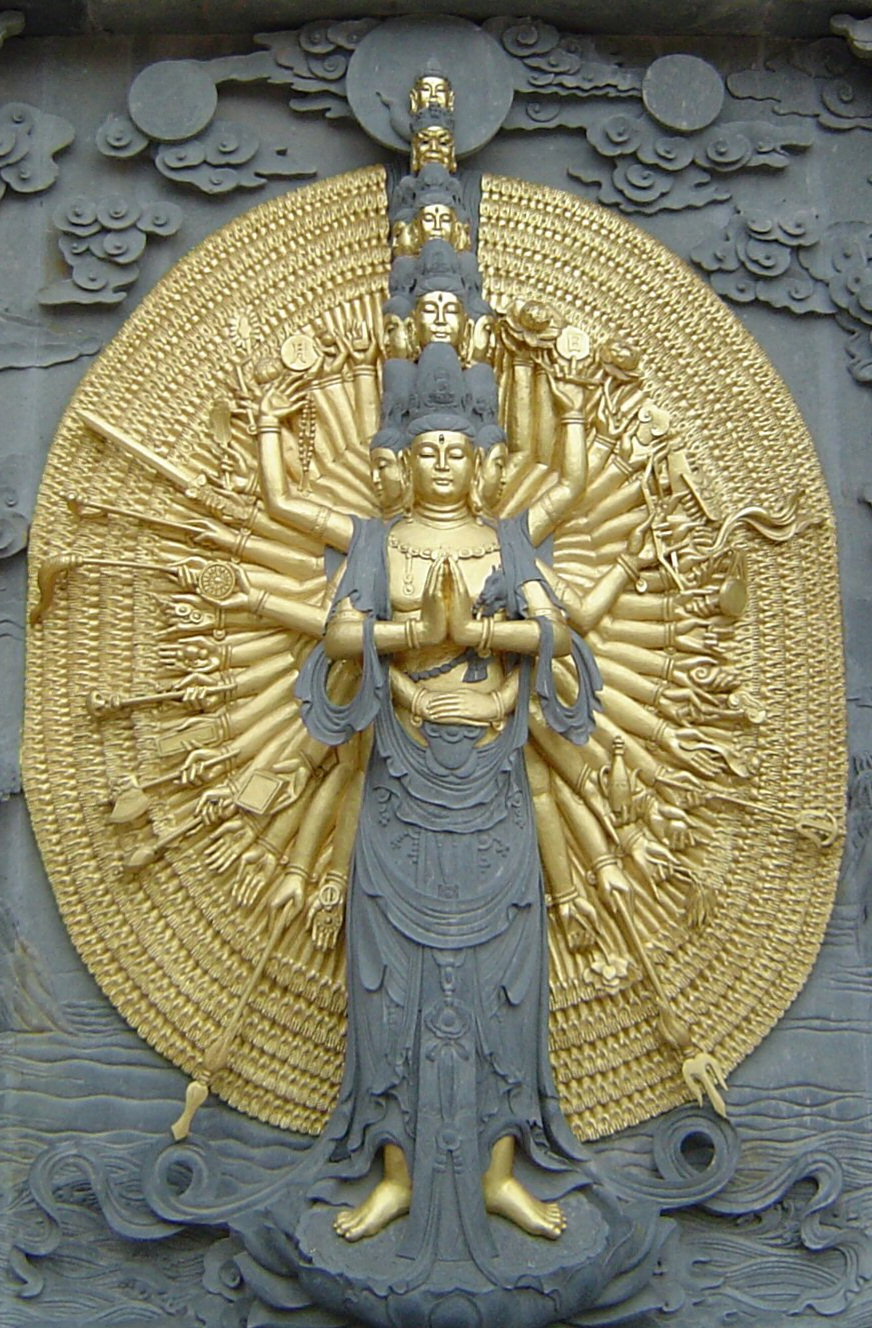
Guānyīn con undici teste (十一面 shíyī miàn) e mille braccia (千手 qiānshǒu).

Una delle forme più diffuse, non solo in Cina, del bodhisattva Avalokiteśvara-Guānyīn è nella sua forma di Sahasrabujia (sanscrito, cin. 千手觀音Qiānshǒu Guānyīn, giapp. Senshu Kannon) ovvero con mille braccia (quattro in evidenza e miriadi di braccia sullo sfondo) le cui mani contengono un occhio. Ci sono diversi sutra che trattano di questa figura tra cui il Nīlakaṇṭha-dhāraṇī (tra le versioni il 千手千眼觀世音菩薩大悲心陀羅尼, Qiānshǒu qiānyǎn guānshìyīn púsà dàbēixīn tuóluóní) per lo più conservati nel Mìjiàobù (T.D. dal 1057 al 1064). Il significato di questa rappresentazione (molteplicità degli occhi e delle braccia) inerisce al ruolo di mahākaruṇā (sanscrito, cin. 大悲 dàbēi, Grande compassione) rappresentato da questo bodhisattva pronto a raccogliere le richieste di aiuto di tutti gli esseri.
Questa rappresentazione è accompagnata ad un'altra che vuole Guānyīn con undici volti (sans. Ekādaśa-mukha Avalokiteśvara, cin. 十一面觀音  Shíyī miàn Guānyīn ). Anche in questo caso vi sono molti sutra dedicati come il Avalokitêśvara-ekadaśamukha-dhāraṇī (十一面觀世音神呪經 Shíyīmiàn guānshìyīn shénzhòu jīng, T.D. 1070.20.149-152). Il significato di questa rappresentazione appartiene per lo più al Buddhismo esoterico, ma alcune leggende vogliono che alla vista delle sofferenze degli esseri confinati negli inferni, Guānyīn si spaccò la testa dal dolore in undici parti. Amitābha tramutò questi frammenti in singole teste di cui la decima è demoniaca (per spaventare i demòni) mentre l'undicesima è il volto dello stesso Amithāba di cui Guānyīn è un'emanazione. Un'interpretazione simbolica meno leggendaria vuole che i dieci volti collocati insieme al volto di Guānyīn indichino i dieci stadi (sans. daśa-bhūmi, cin. 十住 shízhù) del percorso del bodhisattva che si concludono con lo stadio della buddhità (indicato come 灌頂住 guàndǐng zhù).

### Storia
Insieme al Buddhismo, il culto di Guānyīn fu introdotto in Cina agli inizi del I secolo d.C., e raggiunse il Giappone attraverso la Corea subito dopo essersi stabilito nel Paese alla metà del VII secolo. Le rappresentazioni del bodhisattva in Cina prima della dinastia Song erano maschili; immagini successive mostravano attributi di entrambi i sessi e ciò in accordo con il venticinquesimo capitolo del Sutra del Loto dove Avalokiteśvara ha il potere di assumere ogni forma o sesso al fine di alleviare le sofferenze degli esseri senzienti:
(Guānshìyīn Púsà pǔmén pǐn 觀世音菩薩普門品)
e può essere invocato/a per ottenere dei figli:
(Guānshìyīn Púsà pǔmén pǐn 觀世音菩薩普門品)
per questo il bodhisattva è considerato la personificazione di compassione e bontà, un bodhisattva-madre e patrona delle madri e dei marinai.
Le rappresentazioni in Cina divennero tutte femminili intorno al XII secolo.
In età moderna, Guānyīn è spesso rappresentata come una donna bellissima con una veste bianca.

## Avalokiteśvara nella tradizione del Canone buddhista tibetano
Il culto di Avalokiteśvara nella tradizione del Canone buddhista tibetano, nel suo aspetto maschile, si diffonde sia in Nepal che in Tibet a partire dal VII secolo.
In Tibet, Avalokiteśvara/Chenrezig diventa rapidamente il protettore del paese e il re Songtsen Gampo verrà considerato una sua emanazione. Le storie leggendarie del Mani bka'-'bum ("Le centomila parole del gioiello"), un'opera "terma" (tib. gTer-ma; opera a carattere esoterico) che racconta le origini del popolo tibetano nato dall'amore fra una demonessa e una scimmia (che altri non è che un'emanazione di Avalokiteśvara), sono in parte all'origine di tanto fervore.
In seguito numerosi maestri, in Tibet, verranno considerati sue emanazioni; ad esempio il Dalai Lama (capo politico del Tibet indipendente, nonché guida spirituale della scuola gelugpa del buddhismo tibetano) e il Karmapa (capo del lignaggio Karma Kagyü della scuola kagyupa), in tutte le loro reincarnazioni, sono considerati emanazioni di Chenrezig.
Avalokiteśvara è considerato il bodhisattva che agisce per il bene degli esseri senzienti nel periodo compreso tra il parinirvāṇa del Buddha Sakyamuni e l'avvento del Buddha Maitreya.

## La Bodhisattva Guanyin nel romanzo cinese Il viaggio in Occidente
Nel romanzo cinese Il viaggio in Occidente, parodia delle gerarchie dei potenti dell'Impero Cinese pubblicato anonimo per sfuggire alla censura nel 1590, la Bodhisattva Avalokitesvara compare come personaggio col suo nome cinese Guanyin, dove è una delle consigliere dell'Imperatore di Giada, ma il ritratto non è dei migliori dato che viene descritta come una vecchia rompiscatole e ficcanaso; sarà lei a consigliare all'Imperatore di Giada il personaggio dello Scimmiotto di Pietra come adatto ad accompagnare il monaco buddista Sanzang che lei stessa ha incaricato di viaggiare verso l'India (da cui il titolo dell'opera) per recuperare i testi canonici religiosi non disponibili in Cina.